# Teovo
Teovo (makedonska: Теово) är en ort i Nordmakedonien. Den ligger i kommunen Čaška, i den centrala delen av landet, 50 kilometer söder om huvudstaden Skopje. Teovo ligger 369 meter över havet och antalet invånare är 315.